# Андржейовский, Антон Лукьянович
Антон Лукьянович Андржейовский (Анджейовский; Андржиевский; пол. Antoni Andrzejowski, литературный псевдоним «Stary Detiuk»; 1785—1868) — российский ботаник, зоолог польского происхождения.

## Биография
Антон Андржейовский родился в 1785 (по другим сведениям, в 1784) году на территории Волынского воеводств Речи Посполитой в польской семье. Его отец был обедневшим шляхтичем, кассиром банка.
В детстве учился рисованию в Вильно у художника Ю. Олешкевича. Затем обучался в Волынской гимназии (реформирована в 1819 году в Кременецкий лицей) у Юзефа Пичмана. По окончании курса с 1809 по 1815 год работал помощником учителя рисования в гимназии. В гимназии стал членом студенческого общества, к которому принадлежали К. Сенкевич, Ян Янушевич, Сероцинский, А. Добровольский и М. Гославский.
Благодаря своим целеустремлённости и трудолюбию А. Л. Андржейовский, хотя не получил высшего научного образования, тем не менее, заслужил почётное имя своими учёными трудами. Практически всё своё свободное время он посвящал ботанике.
В 1815 году Андржейовский оставил занимаемую должность с целью расширить свои исследования. За три следующих года приобрёл такую массу теоретических и практических знаний, что в 1818 году был уже учителем ботаники и за рассуждение об открытом им новом роде растений, описанном по культурным экземплярам, под названием Чацкия (Czackia Andrz.), получил кафедру зоологии и ботаники в Кременце в той же гимназии, преобразованной в лицей.
В 1822 году совершил под влиянием В. Бессера два путешествия с научной целью по берегам реки Буг, в Киевской и Екатеринославской губерниям, Галиции и с этого же времени начал он помещать свои научные труды по ботанике в различных польских печатных изданиях. В 1823 году Андржейовский был избран в число действительных членов Московского общества испытателей природы, в изданиях которого опубликовал на латинском и французском языках много своих сочинений о рептилиях, ископаемых и геологическом строении Волыни и Подолии. В этом же году он был назначен «читать лекции ботанической терминологии и системы Линнея» в Виленском университете.
В 1829 году Андржейовский сопровождал профессора Э. Эйхвальда в его путешествии по Подольской, Волынской и Херсонской губерниям, но с этим учёным не поладил и обвинял его в присвоении многих чужих наблюдений.
В 1834 году определён адъюнктом по кафедре зоологии в Киевский университет. Андржейовский пожертвовал университету коллекцию сухих растений в 9000 видов и в связи с этим был избран членом-корреспондентом университета. В 1839 году был переведён исправляющим должность профессора естественных наук в Нежинский лицей, где проработал до выхода в отставку в 1841 году, после чего жил в Житомире.
С 1852 года сначала жил в Немирове, затем (с 1856) в Ставищах и Белой Церкви, где находился на частной службе у графа Браницкого, продолжая свои научные работы по геологическому и ботаническому описанию края.
Умер 12 (24) декабря 1868 года в Ставищах (Таращанский уезд Киевской губернии).

## Вклад в науку и литературу
Андржейовский занимался систематикой и морфологией капустных, по этому семейству оставил рукописную диссертацию на степень доктора «Animadversiones in genera Orthoplocearum Brassicearum Systematis naturalis vegetabilium Augusti Pyrami De Candolle», описал несколько видов и родов, которые были приняты О. П. Декандолем.
А. Л. Андржейовский оставил до 15 трудов и исследований по ботанике на польском и французском языках (богатые фактическим материалом, касающиеся флоры и растительности территории современной Украины между Бугом и Днестром от реки Збруча до Чёрного моря) и одно на русском — «Исчисление растений Подольской губернии и смежных с нею мест» (Киев, 1860; результат участия в работах Комиссии для описания в естественно-историческом отношении Киевского учебного округа), но все они, также как и его преподавание, имели общий недостаток: отсутствие точности и основательности вследствие того, что его знания не имели строго научного фундамента, а были добыты только на практике.
Всего в современной систематике растений существует (по данным IPNI) 260 видов растений, описанных А. Л. Андржейовским.
Литературное творчество А. Л. Андржейовского более всего известно произведением «Ramoty starego Detiuka o Wołyniu» в четырёх томах (1861), которое остаётся уникальным источником сведений о жизни волынских помещиков середины XIX века; им написаны также том романов «Ramoty. Serya druga. Powieści z dziejów ojczystych» в который вошли произведения «Synowie Władysława Hermana» и «Dobiesław».

## Память
Г. Райхенбах назвал именем Андржейовского новый род растений семейства Капустные (Brassicaceae) — Андржеёвския (Andrzeiowskia Rchb.)

## Учёные труды
- Czackia, genre determine et decrit. — Krzemieniec, 1818. — 7 с.
- Rys Botaniczny Krain zwiedzonych w podrozach pomiedzy Bohem i Dniestrem od Zbrucza az do morza Czarnego odbytych w latach 1814, 1816, 1818, 1822. I. — Wilno, 1823. — VIII + 126 с.
- Nauka wyrazow botanicznych dla latwosci determinowania roslin, czyli zastosowanio do nich opisow; z najlepszych autorow krotko zebrana i porzaskiem abecadla ulozona. — Krzemieniec i Warszawa, 1825. — XXXVII + 247 + XVII с.
- Nauka wyrazow botanicznych. (Dictionarium glossologiae botanicae). — Cremenecii, 1827. — 218 с.
- Nazwiska Roslin Grekom starozytnym zna- nych na jezyk polski pretlumaczone. (Nomina plantarum Graecis antiquis cognitarum in idioma polonicum translata) // Dziennik Umiejetnosci i Sztuki na rok 1827. — Wilno, 1827. — Вып. 2. — С. 411—433. (совместно с В. Бессером)
- Rys Botaniczny Krain zwiedzonych w podrozach pomiedzy Bohem a Dniestrem, az do uysciy tych rzek w morze, odbytych w latach 1823 i 1824. Ciag drugi. — Wilno, 1830. — 93 с.
- Замечания о лесоводстве и необходимости разведения лесов в южных губерниях России // Молва (газета мод и известий). — М., 1836. — Вып. XI. — С. 286—291.
- Ботанический очерк местностей лежащих между Бугом и Днестром от р. Збруча до Черного моря (перевод с польского И. Сидоровича) // Зап. об-ва сельск. хоз-ва Южн. России. — 1855. — Вып. 2, февраль, 3, март, 4, апрель. — С. 63—78, 93—108, 149—164.
- Исчисление растений Подольской губернии и смежных с нею мест. I // Тр. Комис. при ун-те св. Владимира для описания губерний Киевск. учебн. округа. — Киев, 1860. — Т. V, вып. 1. — С. 1—51.
- Исчисление растений Подольской губернии и смежных с нею мест. II // Киевск. университетск. изв. — июль 1862. — Вып. 7. — С. 94—142.
- Рогович А. Наблюдения A. Л. Андржейовского о местонахождениях замечательных растений здешней флоры, преимущественно дикорастущих в окрестностях м. Ставище и в ближайших к нему местностях. Из посмертных его заметок, сообщенных графом А. В. Браницким // Обозрение семенных и высших споровых растений, входящих в состав флоры губерний Киевского учебного округа. — Киев, 1869. — С. 247—308.
- Flora Ukrainy czyli opisanie roslin dziko rosnacych w Ukrainie Przed-Dniepprowej i w sasiednich z nia okolicach Wolynia, Podola i gub. Chersonskiej. — Warszawa, 1869. — XIV + 93 с.